# Рай под ногами матерей
Рай под ногами матерей (кирг. Бейиш — эненин таманында) — киргизский фильм-драма 2024 года. Режиссёр — Руслан Акун. Сюжет фильма разворачивается вокруг мужчины с умственными ограничениями, который решает совершить пешее путешествие в Мекку, чтобы его мама попала в рай. Это история о невероятной силе любви и, о том, что только доброта разных людей, независимо от их национальности, способна помочь нам преодолеть все трудности.

## Сюжет
35-летний Адил живёт со своей матерью в киргизском селе. Поскольку умственное развитие Адила остановилось на уровне 8-летнего ребёнка он играет и дружит с детьми. Мама Адила заботится о сыне и говорит ему, что он непременно попадет в рай, но Адил не хочет отправляться в рай без своей мамы. Однажды мальчик друг Адила говорит ему, что если отвести маму пешком в священную Мекку, то мама тоже попадет в рай, и Адил решает совершить путешествие.

## Актёры
- Эмиль Эсеналиев — Адил
- Анаркуль Назаркулова — Райхан апа

## Съемки
Фильм снимался в Кыргызстане, Узбекистане, Казахстане, Азербайджане, Турции, Египте и Саудовской Аравии.

## Прокат
Является первым киргизским фильмом, получившим прокатное удостоверение в России.

## Награды
25 августа 2024 — Гран-при XIII Московского международного кинофестиваля «Будем жить».